# Плесенка
Пле́сенка — река в России, протекает в Наро-Фоминском городском округе Московской области. Правый приток Нары.
Берёт начало у деревни Шапкино. Течёт на северо-восток. На реке расположены деревни Плесенское, Настасьино, Детенково и Новинское. Устье реки находится в 128 км по правому берегу реки Нары рядом с деревней Таширово (в 5 км к северо-западу от Наро-Фоминска). В реку Плесенку впадают два левых притока — реки Ольшанка и Шатуха. Длина реки составляет 15 км, площадь водосборного бассейна — 94,2 км².
У деревни Новинское река перегорожена плотиной, в результате чего образовался пруд.
По данным Государственного водного реестра России, относится к Окскому бассейновому округу. Речной бассейн — Ока, речной подбассейн — бассейны притоков Оки до впадения Мокши, водохозяйственный участок — Нара от истока до устья.